# Pietrosul Rodnei
Pietrosul Rodnei (maďarsky Nagy-Pietrosz, 2303 m n. m.) je hora v pohoří Rodna v severním Rumunsku. Nachází se na území župy Maramureš asi 7 km jižně od obce Borșa. Leží v rozsoše vybíhající severním směrem z hory Rebra (2119 m n. m.). Vrchol je místem dalekého rozhledu. Pietrosul je nejvyšším místem celé Rodny.
Na vrchol lze vystoupit po značené turistické cestě z obce Borșa, nebo odbočit z hlavního hřebene.

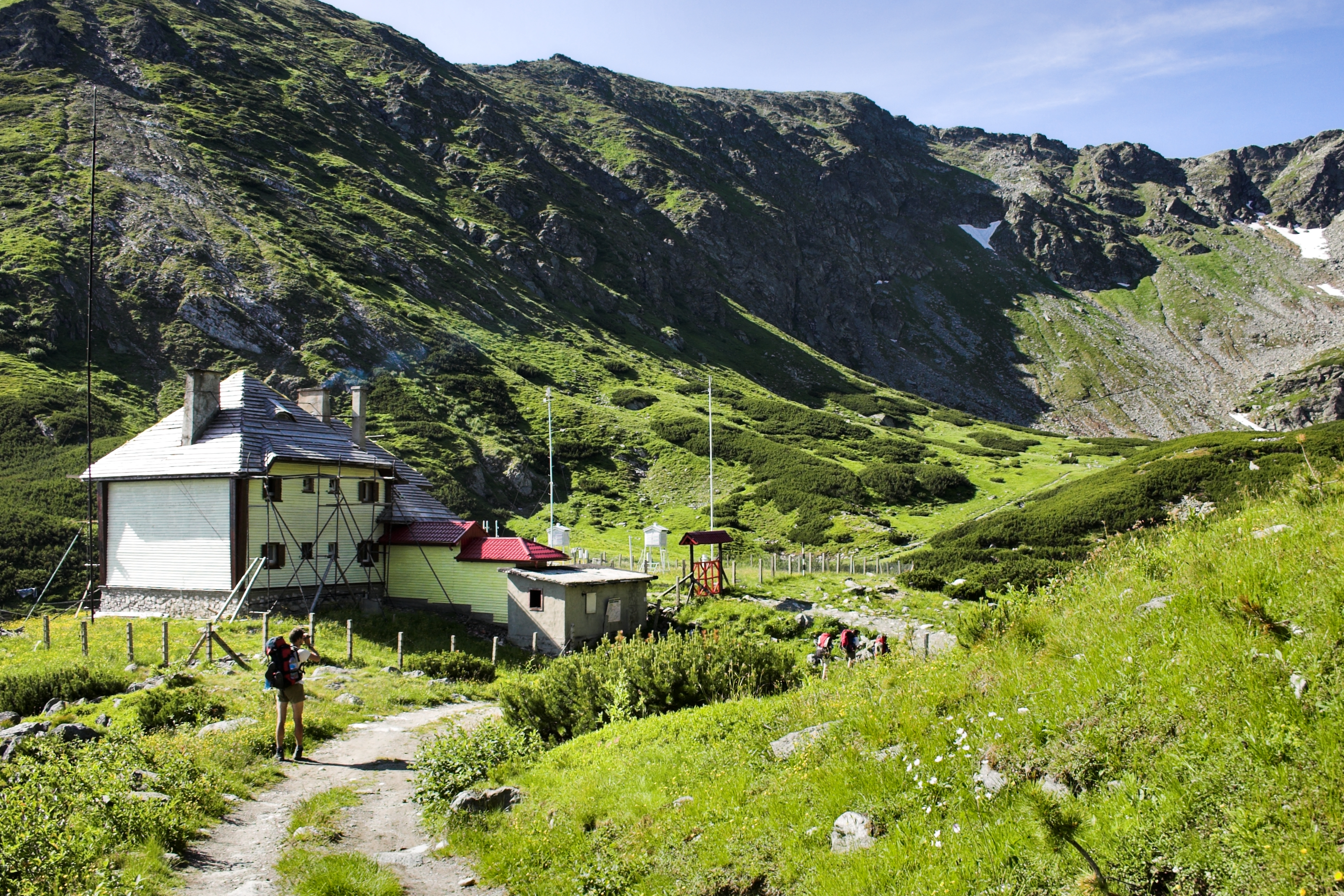
Meteostanice